# عبد الرحمن بن الأشعث
عبد الرحمن بن محمد الكندي  كان قائداً عسكرياً أموياً من أهل الكوفة وأشرافها وصاحب أعنف الثورات ضد الدولة الأموية بدأ عبد الرحمن كأي قائد عسكري حليف لبني أمية وضم عددا كبيراً من البلدان لصالح الدولة الأموية ولم تكن أسباب خروجه دينية على الإطلاق

## نشأته
ولد عبد الرحمن في الكوفة في بيت من أشرافها فأبوه محمد بن الأشعث، أحد وجوه كندة وأمه أم عمران بنت سعيد بن قيس الهمداني ولد مترفاً غنياً فكان لذلك أثر على شخصيته إذ وصفته عدد من كتب التراث بالغرور والأبهة والاعتداد بالذات  كان والده قاتل مسلم بن عقيل واشترك في قتال المختار الثقفي

## معاركه
سأل الحجاج عن رجل يعينه على الشرطة في العراق، فأجابوه أن عبد الرحمن بن الأشعث أصلح للمهمة مشيرين لمكانته في العراق  ووافق الحجاج وذهبوا يخبروا عبد الرحمن الذي رد قائلا: 
| عبد الرحمن بن الأشعث | ومثلي يتقلد سيفا ويمشي بين يدي ابن أبي رغال؟ (يقصد الحجاج) والله ما رأيت أحدا قط على منبر يخطب إلا وظننت في نفسي أنا أحق بذلك منه | عبد الرحمن بن الأشعث |

 .كانت العلاقة بين الحجاج بن يوسف وعبد الرحمن سيئة للغاية حتى إن عم عبد الرحمن دعى الحجاج بعدم إرسال عبد الرحمن الذي كان يسمي الحجاج بـ«ابن أبي رغال» وكان الحجاج كلما رآى عبد الرحمن قال: 
| عبد الرحمن بن الأشعث | يالخيلائه! أنظر إلى مشيته، ولله لهممت أن أضرب عنقه | عبد الرحمن بن الأشعث |

 فقد كان عبد الرحمن مغروراً معتداً بنفسه وبنسبه إلى ملوك مملكة كندة وكان يجلس في مجالس أخواله من همدان ويقول:
| عبد الرحمن بن الأشعث | وأنا كما يقول ابن أبي رغال إن لم أحاول أن أزيله عن سلطانه، فأجهد الجهد إذ طال بي وبه البقاء | عبد الرحمن بن الأشعث |

 خرج عبد الرحمن على رأس أربعين ألف مقاتل سماه الناس بـ«جيش الطواويس»  أبلغ الرسل الحجاج بموقف عبد الرحمن فرد قائلا لاحاجة لي به وعين على الشرطة رجلا آخر. عندما تعرض جيش الحجاج لهزيمة قاسية من شبيب الخارجي توجه عبد الرحمن بنفسه على رأس ستة آلاف مقاتل نحو شبيب، كان شبيب يحاول استدراج عبد الرحمن وإرهاق جيشه وقد مشى عبد الرحمن على وصية سلفه الجزل بن سعيد الكندي الذي أهداه فرساً يقال لها الفسيفساء  فكان عبد الرحمن حذراً مدركاً لأسلوب شبيب الخارجي في القتال  فقد كان الخارجي يستدرج الجيوش إلى الأماكن الوعرة ويدعهم يقتربون منه حتى يغير عليهم بغتة ففطن عبد الرحمن لذلك وجعل يلاحق شبيب ويحفر خندقا حول جيشه كلما توقف الخارجي 
في سنة ثمانين للهجرة توجه عبد الرحمن إلى سجستان بعد إبادة جيش عبيد الله بن أبي بكرة من قبل الترك. غزا عبد الرحمن بلاد الترك فعرض صاحبهم أن يدفع الخراج للمسلمين فلم يجبه عبد الرحمن حتى ضم من بلادهم جزء ا كبيراً وتوقف بسبب دخول موسم الشتاء بعث الحجاج برسالة إلى عبد الرحمن ينهاه عن التوقف وهدده بعزله وتعيين أخيه إسحق بن محمد الكندي أميراً على الناس  فتشاور عبد الرحمن مع جنده وقال أنه لا ينقض رأيا رآه بالأمس ووافقه عامر بن واثلة الكناني ودعوا إلى خلع من سموه بـ«عدو الله» الحجاج  كانت تلك بداية واحدة من أعنف الثورات وأشدها على الدولة الأموية. بعث عبد الملك بن مروان بمدد للحجاج فقتل عبد الرحمن بن الأشعث مطهر بن الحر الجذامي وعبد الله بن رميثة الطائي واقتحم البصرة فبايعته البصرة وكل همدان وهم أخواله وانضم إليه القراء والتابعون مثل سعيد بن جبير ومحمد بن سعد بن أبي الوقاص وعظم شأن عبد الرحمن فخشي عبد الملك بن مروان وهلع وعرض على أهل العراق نزع الحجاج وتولية عبد الرحمن عليهم فحز ذلك في نفس الحجاج كثيراً  استمر خروج بن الأشعث قرابة الأربع سنين وخاض بضعا وثمانين معركة مع الحجاج وجيوشه كلها كانت لصالح عبد الرحمن إلى أن هُزم في دير الجماجم فهرب عبد الرحمن إلى بلاد الترك هو وعبيد بن أبي سبيع التميمي فأرسل الحجاج عمارة بن تميم اللخمي يطلب عبد الرحمن، فعندما أدرك الكندي أنه سيسلم إلى اللخمي آثر الانتحار على أن يسلم للحجاج فرمى نفسه وهو مقيد بالحديد من فوق قصر بالرخج فمات وذلك سنة خمس وثمانين للهجرة